# Tiberi Claudi Càndid
Tiberi Claudi Càndid (en llatí Tiberius Claudius Candidus) va ser governador de la Tarraconense entre el 192 i el 197.
Després de la mort de Publi Helvi Pèrtinax i Didi Julià el 193 va donar suport a la candidatura de Septimi Sever com a emperador, rebent la tasca d'eliminar el general Aemilianus, que estava a l'Àsia Menor mentre Maris Maximus assetjava a Bizanci. Després de derrotar les forces de Pescenni Níger a la batalla de Nicea rebé l'encàrrec de combatre a la província d'Àsia, mentre Publi Corneli Anulí acabava la campanya contra Pescenni Níger.